# Barbie : Aventure équestre
Barbie : Aventure équestre (Barbie: Race & Ride) est un jeu vidéo de sport (équitation) développé par Runecraft et édité par Mattel Media, sorti en 1999 sur PlayStation. 
Bien que le principe soit similaire, il ne s'agit pas d'un portage du jeu homonyme Barbie : Aventures équestres (Barbie Riding Club) lui-même développé par Human Code et sorti en 1998 sur PC.

## Accueil
- Consoles + : 6 %[1]
- GameSpot UK : 7,9/10[2]